# Atrachya
Atrachya is een geslacht van kevers uit de familie bladkevers (Chrysomelidae).
De wetenschappelijke naam van het geslacht werd in 1837 gepubliceerd door Pierre François Marie Auguste Dejean.

## Soorten
- Atrachya alboplagiata (Jacoby, 1892)
- Atrachya atridorsata Kimoto, 1989
- Atrachya chiengmaica Kimoto, 1989
- Atrachya hitam Mohamedsaid, 1999
- Atrachya indica (Jacoby, 1896)
- Atrachya kusamai Takizawa, 1985
- Atrachya maculicollis Motschulsky, 1858
- Atrachya maeklangica Kimoto, 1989
- Atrachya trifasciata (Jacoby, 1896)
- Atrachya unifasciata Takizawa, 1978